# 凤山乡 (安远县)
凤山乡，是中华人民共和国江西省赣州市安远县下辖的一个乡镇级行政单位。

## 行政区划
凤山乡下辖以下地区：
凤山圩社区、凤山村、石口村、井丘村、大山村和东河村。